# .cs
cs. هو امتداد خاص بالعناوين الإلكترونية (نطاق) domain للمواقع التي تنتمي إلى تشيكوسلوفاكيا والتي انفسمت في سنة 1993 إلى جمهورية التشيك وسلوفاكيا.